# قائمة الأماكن السياحية في الرياض
تعتبر مدينة الرياض عاصمة المملكة العربية السعودية ومن أهم المدن. تضم المدينة العديد من مناطق الجذب السياحي واستقبلت حوالي 19.1 مليون سائح في عام 2023. وهي ثاني أكثر مدينة زيارة في البلاد بعد مدينة مكة المكرمة. قبل تقديم التأشيرات السياحية في عام 2019، استقبلت المدينة حوالي 5 ملايين سائح سنويًا، مما يجعلها المدينة التاسعة والأربعين الأكثر زيارة في العالم والسادسة في الشرق الأوسط. تضاعفت الأرقام تقريبًا في عام 2021، حيث زار 10.44 مليون سائح الرياض في عام 2021.
يعد مركز المملكة وبرج الفيصلية من بين أكثر رموز الرياض شهرة في العالم. تشمل المهرجانات البارزة في المدينة التي تجذب الزوار الجنادرية وموسم الرياض ومعرض الرياض الدولي للكتاب ونور الرياض.

## المعالم السياحية
- مركز المملكة
- برج الفيصلية
- برج صندوق الاستثمارات العامة
- مركز التجارة العالمي السعودي
- برج المجدول
- أبراج العليا
- برج بودل
- برج النخيل
- برج الراجحي
- برج العنود
- برج رافال
- سكاي فيلا
- برج حمد
- برج الماء
- برج تلفزيون الرياض
- فندق فور بوينتس باي شيراتون الرياض الخالدية
- برج بنك الرياض
- برج اطلال
- كراون بلازا قصر الرياض
- محطة مترو المركز المالي
- مبنى وزارة الداخلية
- المعهد الملكي الصناعي الثانوي
- مكتب السحيباني وشركاؤه للمحاماة

## مراكز التسوق والمشاريع متعددة الاستخدامات
- بوليفارد سيتي
- بوليفارد وورلد
- المدينة الرقمية
- مركز الملك عبد الله المالي
- ڤيا رياض
- واجهة روشن
- يو ووك
- ليسن فالي
- الرياض جاليري مول
- الرياض بارك
- ذا فيو مول
- تالا مول
- صحارى مول
- غرناطة مول
- سنتريا مول
- النخيل مول
- سوق طيبة
- ساحة الكندي
- سوق الزل
- مركز سويقة التجاري
- مركز المعيقلية التجاري
- سوق الديرة
- سوق الثميري
- سوق الأولين
- سوق حراج ابن قاسم
- سوق الحلة

## المساحات الخضراء والمناظر الطبيعية الحضرية
- حديقة حيوان الرياض
- حديقة الملك عبد الله
- منتزة سلام
- حديقة المتحف الوطني
- حديقة الوطن
- واحة النخيل
- حديقة السويدي
- حديقة الفوطة
- محمية الملك خالد الملكية
- منتزه الملك عبد العزيز المناخ
- جبل أبو مخروق
- منتزه الخالدية
- منتزه وادي حنيفة
- منتزه وادي لبن
- منتزه وادي نمار
- حديقة بحيرات الحاير
- كهف عين هيت
- جبل طويق
- حديقة الملك سلمان، بنبان

## الحصون والآثار والمعالم التراثية الأخرى
- قصر المصمك
- قصر المربع
- بوابة الثميري
- بوابة دخنة
- بوابة الأبطال
- بوابة الناصرية
- برج ساعة الصفاة
- القصر الأحمر
- قصر المعذر
- قصرالشمسية
- قصر البديعة
- مستشفى عرقة
- قصر البديعة
- قصر طويق

## المساجد
- جامع الإمام تركي بن عبد الله
- جامع الراجحي
- جامع الملك خالد
- جامع حي السفارات
- جامع مركز الملك عبد الله المالي
- مسجد الملك عبد الله (الرياض)
- مسجد الشيخ محمد بن إبراهيم
- المسجد القبلي (الرياض)
- مسجد الحلة
- مسجد السهوم
- جامع مطار الملك خالد
- جامع الأميرة لطيفة بنت سلطان
- مسجد سلام
- جامع الملك عبدالعزي
- مسجد المدي
- جامع الملك فهد
- جامع الدخيل

## المتاحف والمكتبات والمتنزهات العلمية
- المتحف الوطني السعودي
- مكتبة الملك فهد الوطنية
- متحف صقر الجزيرة للطيران
- مكتبة الملك عبد العزيز العامة
- متحف العملات بالبنك المركزي السعودي
- متحف الفيصل للفن العربي الإسلامي
- المتحف الأثري في جامعة الملك سعود
- متحف الحمدان للتراث
- معرض نايلا للفنون
- واحة الملك سلمان للعلوم
- وادي الرياض

## الملاعب والأماكن الرياضية
- ملعب المملكة أرينا
- مسرح محمد عبده
- مدينة الأمير فيصل بن فهد الرياضية
- مدينة الملك فهد الرياضية (الرياض)
- ملعب جامعة الملك سعود
- استاد نادي الشباب (السعودية)
- ملعب الرئاسة العامة لرعاية الشباب الداخلي
- ملعب الأمير تركي بن عبد العزيز
- ميدان الملك عبد العزيز للفروسية
- نادي العرين للفروسية